# Koji Igarashi
Koji Igarashi (五十嵐 孝司, Igarashi Kōji), também conhecido pelo apelido IGA, é um produtor, escritor, programador, e diretor de criação de jogos eletrônicos. 
Ele é um ex-funcionário da Konami e ex-produtor-chefe da série de videogame Castlevania, mais conhecido pelo seu trabalho como diretor-assistente do Castlevania: Symphony of the Night, sua primeira grande intervenção na série. Ele trabalhou como produtor em todos os jogos de Castlevania desde Castlevania Chronicles (2009) até Castlevania: Harmony of Despair (2011), apesar de estar envolvido em outros jogos no mesmo período. 
Em 2014, saiu da Konami para criar seu próprio estúdio, ArtPlay, que em junho de 2019 lançou o Bloodstained: Ritual of the Night, um sucessor espiritual de Symphony of the Night.

## Vida
Koji Igarashi nasceu em Fukushima em 17 de março de 1968. Igarashi tinha interesse em se tornar um carpinteiro, como seu pai, mas depois decidiu se tornar artista. Sua primeira experiência com jogos eletrônicos foi com o jogo Pong do Atari, e o jogo de arcade Crazy Climber dois anos depois o fez querer ser designer de jogos. Ele aprendeu por si mesmo como programar nas linguagens BASIC e assembly, e criou jogos amadores. Eventualmente, recebeu uma oferta de emprego na Konami.

## Carreira

### Konami
Depois de terminar a universidade, Igarashi começou a trabalhar na Konami. Seu primeiro projeto foi como programador para um jogo de simulação. O jogo seria uma simulação de negócios, e o time se inspirou na série Fire Emblem, mas depois de 12 meses o jogo foi cancelado. Ele foi movido para a divisão de Consumidores e trabalhou na programação de inimigoss para a versão de PC Engine de Detana!! Twinbee. Ele trabalhou como programador e precisou escrever o enredo de Tokimeki Memorial, um simulador de romance. Sua namorada na época, e futura esposa, era uma funcionária da Konami trabalhando em Castlevania: Rondo of Blood, e lhe aconselhou sobre como escrever o enredo de Tokimeki Memorial, além de permitir que ele jogasse Rondo of Blood durante as pausas do trabalho. Igarashi informou ao seu chefe que não tinha interesse em trabalhar em uma sequência para Tokimeki, e pediu para ser transferido para o time de desenvolvimento do Castlevania, sendo aceito.
Igarashi começou a trabalhar em um título de Castlevania para o Sega 32X. Entretanto, o jogo foi cancelado e a Konami mudou o foco para o PlayStation. O próximo projeto de Igarashi foi o jogo de PlayStation Castlevania: Symphony of the Night, onde trabalhou no design de cenário e programação. Durante a produção do jogo, o diretor Toru Hagihara recebeu uma promoção, pedindo a Igarashi para completar o jogo como assistente de diretor. O jogo foi muito bem recebido pelos críticos, servindo como uma influência para o subgênero metroidvania, apesar de não ter tido boas vendas.
Depois do lançamento de Symphony of the Night, Igarashi foi o diretor do jogo de RPG Elder Gate, lançado para o PlayStation em 2000. Ele afirmou que queria criar um jogo que pudesse ser jogador a qualquer momento, e que fosse novo a cada vez que jogasse. Ele queria que cada jogador pudesser ter sua própria experiência única ao jogar. O jogo recebeu nota 22/40 da Famitsu.
Em seguida, Igarashi serviu como o produtor de Castlevania Chronicles. Logo depois, foi o produtor e escritor de Castlevania: Harmony of Dissonance, o segundo título Castlevania para o Game Boy Advance, com o objetivo de criar um jogo similar ao Symphony of the Night. Isso incluiu trazer a artista Ayami Kojima como designer de personagem, que também trabalhou em Symphony of the Night. Igarashi achou que o título anterior, Castlevania: Circle of the Moon, foi muito escuro para a tela do GBA, e decidiu fazer um jogo com cores mais claras.
Durante seu tempo na Konami, Igarashi era comumente visto usando um chapéu de cowboy e um chicote de couro, que trazia para eventos da mídia como a Electronic Entertainment Expo.
Em março de 2007, o escritor Warren Ellis anunciou que estava trabalhando junto com Igarashi em um filme animado, adaptação de Castlevania III: Dracula's Curse. Ellis explicou como trabalhou com Igarashi para que a cronologia da série encaixasse no filme, incluindo escrever uma nova história de fundo, e como Igarashi precisou re-escrever oito vezes o material pré-produção. Depois de vagar pelo inferno do desenvolvimento por anos, o projeto intitulado Castlevania foi lançado na Netflix em 2017.
Na Tokyo Game Show de 2008, Igarashi mostrou um teaser para um futuro jogo estrelando Alucard, que foi previsto para lançamento no PlayStation 3 e Xbox 360. Posteriormente, Igarashi revelou que, apesar de muito tempo e dinheiro investido no projeto, o desenvolvimento não andava bem. Em paralelo, a MercurySteam produziu um protótipo que Igarashi afirmou parecer melhor que seu projeto. A Konami decidiu cancelar o projeto de Igarashi e continuar com o da MercurySteam, sendo lançado como Castlevania: Lords of Shadow em 2010. Igarashi não participou em nenhum momento da produção, e também não tentou apresentar nenhuma nova ideia para títulos futuros de Castlevania em 2D.
Ao final de 2011, ele foi movido para a divisão Social da Konami. Ainda em 2011, foi o produtor de Otomedius Excellent, um jogo para Xbox 360, Leedmees, para o Kinect, e ajudou a internacionalizar o Scribblenauts para Nintendo DS. O modelo de negócios da Konami foi movido para focar em desenvolvimento de jogos para plataformas móveis. Lá, Igarashi tentou desenvolver títulos com jogabilidade similar aos de console, mas não conseguiu lançar nenhum título. Igarashi achou que sua experiência com jogos para console o deixaram incapaz de mudar para jogos sociais. Ele deixou a Konami em março de 2014.
Dentre os títulos Castlevania em que trabalhou, Igarashi diz que Symphony of the Night é seu favorito, e na série em geral cita Castlevania III: Dracula's Curse, reiterando a qualidade de som e ambientação do mundo como razões para tê-lo como favorito. Outro de seus favoritos na franquia é Castlevania: Aria of Sorrow, devido às mudanças que introduziu na série.

### ArtPlay
Igarashi tentou, mas não conseguiu, encontrar uma publicadora para financiar seu novo jogo para console. Em setembro de 2014, ele se tornou um membro fundador da empresa ArtPlay. Um empresário chinês, Feng Gang, era o CEO enquanto Igarashi iniciou como produtor chefe. Ambos Igarashi e seu parceiro deixaram suas empresas, com Gang convidando-o para criar uma nova empresa de jogo móvel, mas Igarashi recusou por não querer trabalhar neste tipo de jogo. ArtPlay possui uma filial na China e no Japão, com Igarashi trabalhando na japonesa. O objetivo da empresa é produzir ambos jogos para console e plataformas móveis, com os lucros dos jogos móveis auxiliando o desenvolvimento dos jogos para console, e com os jogos de console dando vida à spin-offs móveis. A página oficial da ArtPlay lista 2,3 bilhões de yen em capital investido.
Se inspirando em Keiji Inafune, que deixou a Capcom para formar seu próprio estúdio e lançar o Mighty No. 9 através de crowdfunding, Igarashi decidiu lançar sua própria campanha no Kickstarter para seu novo projeto. Um mês antes do lançamento da campanha, Igarashi filmou uma propaganda no Castello di Amorosa. Lançado em maio de 2015, Bloodstained: Ritual of the Night - um sucessor espiritual do estilo metroidvania da franquia Castlevania - pediu por 500 mil dólares, e alcançou o objetivo em poucas horas após o início. Eventualmente, alcançou 5,5 milhões de dólares, tornando-se o projeto de jogo eletrônico mais bem sucedido da plataforma até então. Bloodstained: Ritual of the Night foi lançado em múltiplas plataformas em junho de 2019, e recebeu críticas positivas. Junto de Bloodstainer, a ArtPlay também anunciou o título para plataforma móvel Code S Plan.
Em outubro de 2018, foi anunciado que Igarashi estaria trabalhando com a Sega em um jogo intitulado Revolve8, um jogo de estratégia em tempo real lançado em fevereiro de 2019 para iOS e Android.[carece de fontes?]

## Trabalhos
| Ano  | Título                                | Publicadora  | Cargo                                          |
| ---- | ------------------------------------- | ------------ | ---------------------------------------------- |
| 1992 | Detana!! TwinBee                      | Konami       | Programador                                    |
| 1992 | Gradius II                            | Konami       | Programador                                    |
| 1993 | Castlevania: Rondo of Blood           | Konami       | Créditos especiais                             |
| 1994 | Tokimeki Memorial                     | Konami       | Roteirista, programador                        |
| 1997 | Castlevania: Symphony of the Night    | Konami       | Assistente de diretor, programador, roteirista |
| 2000 | Elder Gate                            | Konami       | Diretor                                        |
| 2001 | Castlevania Chronicles                | Konami       | Produtor                                       |
| 2001 | Castlevania: Circle of the Moon       | Konami       | Promoção/marketing                             |
| 2002 | Castlevania: Harmony of Dissonance    | Konami       | Produtor, roteirista                           |
| 2003 | Castlevania: Aria of Sorrow           | Konami       | Produtor, roteirista                           |
| 2003 | Castlevania: Lament of Innocence      | Konami       | Produtor, roteirista                           |
| 2004 | Nano Breaker                          | Konami       | Produtor                                       |
| 2005 | Castlevania: Dawn of Sorrow           | Konami       | Produtor, roteirista                           |
| 2005 | Castlevania: Curse of Darkness        | Konami       | Produtor, roteirista                           |
| 2006 | Castlevania: Portrait of Ruin         | Konami       | Produtor, roteirista                           |
| 2007 | Castlevania: Order of Shadows         | Konami       | Créditos especiais                             |
| 2007 | Castlevania: The Dracula X Chronicles | Konami       | Produtor, roteirista                           |
| 2008 | Castlevania: Order of Ecclesia        | Konami       | Produtor                                       |
| 2008 | Castlevania Judgment                  | Konami       | Produtor                                       |
| 2008 | Scribblenauts                         | Konami       | Internacionalização japonesa                   |
| 2009 | Castlevania: The Adventure ReBirth    | Konami       | Produtor                                       |
| 2009 | Castlevania: The Arcade               | Konami       | Créditos especiais                             |
| 2010 | Castlevania: Harmony of Despair       | Konami       | Produtor                                       |
| 2011 | Otomedius Excellent                   | Konami       | Produtor                                       |
| 2011 | Leedmees                              | Konami       | Produtor                                       |
| 2018 | Bloodstained: Curse of the Moon       | Inti Creates | Produtor, supervisor de cenário                |
| 2019 | Bloodstained: Ritual of the Night     | 505 Games    | Produtor, roteirista                           |
| 2019 | Revolve8: Episodic Duelling           | Sega         | Criação de personagens                         |